# La novia de Bart
La novia de Bart, llamado Bart's Girlfriend en la versión original, es el capítulo siete perteneciente a la sexta temporada de la serie animada Los Simpson, emitido originalmente el 6 de noviembre de 1994. El episodio fue escrito por Jonathan Collier y dirigido por Susie Dietter. Meryl Streep fue la estrella invitada. En este episodio Bart se enamora de la hija del Reverendo Alegría, Jessica. Entonces se reescribe en la escuela dominical con la intención de  impresionarla.

## Sinopsis
Bart y Lisa están jugando con sus amigos, hasta que  son interrumpidos por los padres para ir a la iglesia. Ahí, Bart se aburre muchísimo, y no escucha el sermón del Reverendo Lovejoy. La hija del reverendo, Jessica, recién regresada al hogar, es invitada a leer el sermón siguiente. Bart, al verla, queda maravillado con la belleza de la niña. Sin embargo, cuando él le dirige la palabra, ella lo evade. El domingo siguiente, Bart decide ir a la escuela dominical, y trata de ser bueno con Jessica, pero ella continúa ignorándolo. Frustrado y harto de hacerse el "bueno", Bart va al parque para jugarle una broma al jardinero Willie, quien estaba usando un kilt escocés. El niño ata unos globos a la falda del conserje, exponiendo así las partes íntimas de Willie a la multitud. Bart celebra la broma, pero luego descubre que todo había sido una emboscada del director Skinner, quien lo castiga poniéndolo en detención por tres meses. Jessica, luego de esto, lo invita a cenar en su casa. Bart acepta. 
En la casa del reverendo, Bart comienza a hablar con lenguaje poco refinado y terminan echándolo del lugar. Jessica, sin embargo, nota que el niño es rebelde, y lo empieza a encontrar interesante. Bart nota que Jessica no es la niña buena que pretende ser, sino que es manipuladora y mentirosa. Ambos comienzan a salir juntos y a realizar actividades divertidas pero problemáticas. 
Bart, sin embargo, comienza a tener problemas cada vez que sale con la niña, ya que ella resulta ser más perversa que él. Lisa le sugiere a su hermano que deje de ver a la niña por tres meses. Sin embargo, Bart no logra cumplir esto, ya que la vería cada domingo en la iglesia. Un domingo, Bart se sienta junto a Jessica, quien roba el dinero de las limosnas, y deja luego la bandeja sobre el regazo del niño. Todos en la iglesia acusan al infante de robar el dinero de la colecta. 
Durante los días siguientes, Bart es rechazado y maltratado por los ciudadanos de Springfield hasta que Lisa, harta de la situación de su hermano, da un sermón en la iglesia, donde revela a todos el robo cometido por Jessica Alegría. La congregación revisa la habitación de la niña y encuentran allí el dinero. 
Finalmente, la hija del reverendo es castigada teniendo que limpiar las escaleras de la iglesia, pero Bart, quien aún sentía algo por ella, termina ofreciéndose para hacerlo. Jessica se va, y Bart promete para sí mismo dejar muy sucias las escaleras.

## Producción

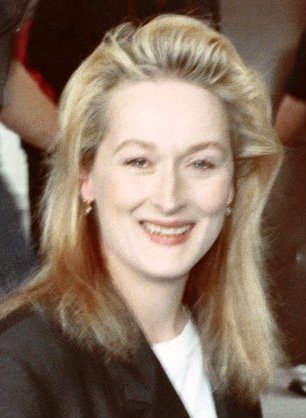
Meryl Streep en la entrega de los premios Grammy en 1990.

David Mirkin fue quien tuvo la idea de que Bart tuviera una novia más mala que él. Inmediatamente, mostró la idea a Collier para que escribiera un argumento con James L. Brooks, y más tarde con David Silverman. Matt Groening sentía que Jessica Lovejoy iba a ser difícil de dibujar con estilo propio y a la vez hacerla atractiva. Julie Kavner se impresionó particularmente por los ojos del personaje.
Jessica fue creada como la hija del reverendo para dar la impresión de que al principio era buena pero luego se rebelaba contra su familia. Nancy Cartwright y Meryl Streep grabaron las voces de sus personajes al mismo tiempo.